# BMW 018
El BMW 018 (RLM designación BMW 109-018) era un temprano proyecto de motor turbojet flujo-axial de BMW AG en Alemania.

## Diseño
Previo a la guerra, Alemania descuidó los diseños de bombarderos de gran autonomía, los cuales sí fueron desarrollados por sus enemigos. Le costaría a la larga la guerra. BMW comenzó a diseñar motores de los que dependería este diseño. El BMW Strahlbomber I entraría en línea a principios de 1947.
El diseño 018 fue comenzado en 1940. Era generalmente similar al 003, pero con un compresor axial de 12 etapas y turbina de tres etapas, para un empuje de 34.3 kN (7,700 ).
Tres motores fueron concluidos en varias etapas en Staßfurt, pero debieron continuar esfuerzos hacia desarrollos relacionados del 003 junto con bombardeos aliados y la liberación de Francia, el desarrollo oficial del 018 estaba detenido a finales de 1944. Por iniciativa propia de la BMW, se decidió que los motores 018 desarrollados serían movidos a un par de ubicaciones sucesivas en Baviera; a Kolbermoor para acabar construcción, y entonces moverles a Oberwiesenfeld para pruebas. A pesar de esta planificación, la situación de guerra se deterioró rápidamente en marzo de 1945 la BMW ordenó a su personal  destruir los motores y sus componentes para impedirles su caída en manos aliadas.

## Unión Soviética
Muchos de los estudios alemanes fueron capturados por los soviéticos. A mediados de 1946 la URSS tenía casi un 25% de los estudios para completar un motor, pero una vez más el BMW 003 fue priorizado por necesidades tácticas. Se basó el OKB-3 en la factoría Siebel Halle para dichas labores.

## Especificaciones

#### Características generales
- Tipo: turbina de flujo axial
- Longitud: 4,190 mm (165 pulgadas)
- Diámetro: 1,252 mm (49.3 pulgadas)
- Peso neto (seco) : 2,295 kg (5,060 libras)

#### Componentes
- Compresor: 12-etapas
- Combustor: anular
- Turbina: 3-etapas

#### Performance
- Empuje máximo 34.3 kN (7,700 lbf)
- Relación empuje/peso: 1.52